# William Kwong Yu Yeung
William Kwong Yu Yeung   (Hong Kong, 1960) també conegut com a Bill Yeung és un astrònom canadenc nascut a Hong Kong. Treballa en telescopis emplaçats als Estats Units d'Amèrica.
És un prolífic descobridor d'asteroides i també descobridor del cometa 172P/Yeung. Com a curiositat, va descobrir l'objecte J002E3, el qual va ser identificat primer com un asteroide, però ara és sabut que és part d'un coet Saturn V Rocket que va propulsar a l'Apollo 12 a l'espai.
Entre 1999 i 2008 va descobrir un total de 1864 asteroides, el que el converteix en un dels caçadors d'asteroides més eficients.
Va treballar primer per al Rock Finder Observatory (codi IAU 652) a Calgary, Alberta, i ara treballa des del Desert Beaver Observatory d'Arizona (codi IAU 919) i el Desert Eagle Observatory (codi IAU 333).